# Blitzenreuter Seenplatte mit Altshauser Weiher
Blitzenreuter Seenplatte mit Altshauser Weiher este o arie protejată (sit de importanță comunitară — SCI, arie de protecție specială avifaunistică — SPA) din Germania întinsă pe o suprafață de 1.626,09 ha, integral pe uscat.

## Localizare
Centrul sitului Blitzenreuter Seenplatte mit Altshauser Weiher este situat la coordonatele 47°53′17″N 9°34′17″E / 47.8881°N 9.5714°E.

## Înființare
Situl Blitzenreuter Seenplatte mit Altshauser Weiher a fost declarat arie de protecție specială avifaunistică în noiembrie 2007 pentru a proteja 18 specii de animale. Situl a fost protejat și ca sit de importanță comunitară în noiembrie 2007.

## Biodiversitate
Situată în ecoregiunea continentală, aria protejată nu include niciun habitat protejat.
La baza desemnării sitului se află mai multe specii protejate de  păsări (18): rață mică (Anas crecca crecca), barză neagră (Ciconia nigra), erete de stuf (Circus aeruginosus), porumbel de scorbură (Columba oenas), prepeliță (Coturnix coturnix), ciocănitoare neagră (Dryocopus martius), șoimul rândunelelor (Falco subbuteo), becațină comună (Gallinago gallinago), Ixobrychus minutus minutus, sfrâncioc mare (Lanius excubitor excubitor), gaia neagră (Milvus migrans), gaia roșie (Milvus milvus), viespar (Pernis apivorus), ciocănitoare verzuie (Picus canus), Rallus aquaticus aquaticus, mărăcinar (Saxicola rubetra), Tachybaptus ruficollis ruficollis, nagâț (Vanellus vanellus)